# Sala garnison
Sala garnison var en garnison inom svenska armén som verkat i olika former åren 1779–1928 i Sala, Västmanlands län.

## Historik

### Salberga
Då produktionen i Sala silvergruva minskades och till sist upphörde 1908, hade staden i ett tidigt skeende sökte efter ny verksamhet som kunde ge sysselsättning. Detta ledde till att riksdagen beslutade om att Andra Svea trängkår skulle omlokaliseras från Stockholm till Sala. Då de nya kasernerna inte stod färdiga, förlades kåren från den 8 december 1904 till den gamla mötesplatsen i Salbohed. Den 28 mars 1906 flyttade dock kåren in i sina nyuppförda kasernetablissement på Josefsdalssvägen i Sala. Kasernetablissementet uppfördes efter "1901 års härordnings byggnadsprogram efter Arméförvaltningens typritningar för trängetablissement". Marken som det uppfördes på, låg på Väsby kungsgård, där Gustav Vasa bodde under sina besök till silvergruvan. Kårchefen hade sin bostad i Väsby. Väsby kungsgård utgjorde bostad till underofficerarna vid kåren.
Efter att kåren avvecklades den 31 december 1927 och att armén lämnade kasernetablissementet i mars 1928, så stod det tomt fram till den 1 oktober 1930, då ett sjukhus förlades till området. Sjukhuset som fick namnet Salberga sjukhus var ett mentalsjukhus och senare ett så kallat specialsjukhus. På trängkasernens baksida uppfördes två tvärställda trevåningsflyglar på vardera sida om kasernen. Framför kasernen, där trängkåren haft uppställningsplats samt skjutbana, anlades en park samt en idrottsplats. År 1974 revs den tidigare underofficersmässen. Fast nya byggnader uppfördes genom åren kom området att präglas av trängkasernen. Dock kom den att rivas åren 1983–1984, vilket följdes upp 1987 med att kanslihuset samt sjukhuskasernen revs. Det gamla stallet monterades ned och flyttades till en gård utanför staden. År 1997 upphörde sjuk- och omsorgsvården vid sjukhuset. År 2005 inleddes en ombyggnad av området, vilket stod klart 2007 till det som blev Anstalten Salberga. Vad som sedan 2007 finns kvar av den gamla trängkåren är bland annat en matsal, exercishus, ridshus, tygverkstad, sjukstallet. Även det lilla riksvapnet som prydde kasernens tympanon finns bevarat på Väsby kungsgård, dock är det söderslaget. Kasernen som uppfördes i Sala var en kopia av den som uppfördes på Västra Mark i Örebro, vilken fortfarande finns kvar, dock med en annan placering av byggnaderna runt huvudkasernen.

### Salbohed
Salbohed, eller Salbo hed, var mötes- och lägerplatsen till Västmanlands regemente åren 1779–1906. I december 1904 tillkom Västmanlands trängkårs till mötesplatsen i Salbohed, det med anledning till att trängkårens nya kasernetablissement i Sala inte stod färdigt. I mars 1906 flyttade dock kåren in i sina nyuppförda kaserner på Josefsdalssvägen i Sala. I september 1906, flyttade Västmanlands regemente till sitt nyuppförda kasernetablissement i Västerås garnison och ett 40-tal byggnader kvarlämnades.
Efter att armén lämnat Salbohed, så kom större delen av exercisheden att förvandlas till åker och ängsmark, medan flertalet byggnader i lägret övergick till att användas under åren 1916–1922 som alkoholistanstalt. Åren 1922–1949 verkade Statens uppfostringsanstalt för sinnesslöa Gossar på området. Åren 1949–1984 övertogs området av Statens skol- och yrkeshem och sedan 1984 som Salbohedskolan. En minnessten finns rest i det före detta lägret som erinrar om den forna mötes- och lägerplatsen.

## Minnesstenar och minnesmärken
| Bild | Minnessten                                             | Koordinater                                   | Kort beskrivning |
| ---- | ------------------------------------------------------ | --------------------------------------------- | --- |
|      | Minnessten över Västmanlands trängkår i Salberga, Sala | 59°55′38″N 16°35′32″Ö / 59.92720°N 16.59232°Ö | Minnessten över Västmanlands trängkår i Sala åren 1906–1927. Stenen restes 1967 av Salabygdens fornminnesförening. |
|      | Minnessten över Västmanlands regementes i Salbohed     | 59°55′05″N 16°20′53″Ö / 59.91814°N 16.34802°Ö | Västmanlands regementes minnessten i Salbohed. Minnesmärke av granit rest år 1905 av regementet förmodligen inför flytten till de nybyggda kasernerna i Västerås. Stenen omgiven av fyra kanoneldrör förenade av en kätting. Text under Västmanlands landskapsvapen: № 18 KUNGL. VÄSTMANLANDS REGEMENTES MÖTESPLATS SALBOHED UNDER ÅREN 1681–1906. STENEN RESTES AV REGEMENTET 1905 DÅ ÖVERSTE VOGEL VAR DESS CHEF. |